# Scharfschuss
Scharfschuss (englisch: The Burning Room) ist der 27. Roman des US-amerikanischen Krimi-Autors Michael Connelly, der 17. Roman der Harry-Bosch-Serie. Er erschien 2014, in deutscher Übersetzung 2016.

## Handlung
2014 wird Lucia Soto Partnerin von Bosch in der Open-Unsolved Unit. Im November beginnen sie den Tod des Straßenmusikers Orlando Merced zu untersuchen, der an den Folgen einer Schusswunde gestorben war, die er zehn Jahre zuvor am 10. April 2004 auf dem Mariachi-Platz erlitten hatte. Eine Kugel war nach einem Schuss 2004 in seiner Wirbelsäule stecken geblieben. Sie konnte nicht entfernt werden, hat aber Merced nach und nach vergiftet. Nach seinem Tod kann die Kugel herausgeschnitten werden. Sie ist der Anhaltspunkt mit dem Bosch und Soto die Ermittlungen wieder aufnehmen.
Noch am Tag des Todes von Merced will die Polizeiführung schnell eine Pressekonferenz, bei der auch der frühere Bürgermeister Armando Zeyas auftritt. Er hat politische Ambitionen, er will Gouverneur von Kalifornien werden. Zeyas bietet eine Belohnung in Höhe von 50.000 US-Dollar für Informationen. Bosch ist sich sicher, dass dies viele Anrufe zur Folge haben wird, die nichts zu den Ermittlungen beitragen werden.
Im Waffenlabor wird festgestellt, dass die Kugel, eine Remington .308, aus einem Jagdgewehr, einem Kimber Model 84 Montana abgefeuert worden war. Bosch und Soto finden heraus, dass der Schuss aus Zimmer 211 des Boyle Hotels fiel. Dies gelingt ihnen durch die Analyse einer alten Aufzeichnung einer Überwachungskamera. Dabei bemerken sie auch, dass der Schuss wahrscheinlich gar nicht auf Orlando Merced gezielt war, sondern auf den Trompeter der Band, Angel Ojeda.
Während der Arbeit am Merced-Fall entdeckt Bosch, dass Soto alte Akten kopiert, nämlich die der Brandstiftung von 1993 in der illegalen Kindertagesstätte in den Bonnie Brae Arms Apartments. Er verdächtigt sie der Komplizenschaft mit der Gang, von der die Polizei damals vermutet hatte, dass sie für die Brandstiftung verantwortlich war. Sie berichtet ihm daraufhin, dass sie als Kindergartenkind diesen Brand überlebt hat, bei dem fünf Kinder und vier Erwachsene ums Leben gekommen waren. Sie arbeitet nebenher an dem Fall, aber Bosch will eine offizielle Untersuchung. Er fingiert einen Anruf bei der Telefonnummer für Hinweise im Merced-Fall und gibt an, dass das Feuer im Bonnie Brae Arms Apartmenthaus 1993 damit zu tun habe. Dank dieses gefälschten Zusammenhangs können Bosch und Soto an beiden Fällen gleichzeitig arbeiten.
Bosch und Soto finden heraus, dass der Trompeter Angel Ojeda jetzt in Tulsa, Oklahoma lebt und fliegen dorthin, um mit ihm zu sprechen. Er gibt zu, dass er 2004 eine Affäre mit Maria Broussard hatte. Deshalb verdächtigen Bosch und Soto deren Mann, Charles Broussard, einen reichen Industriellen. Als sie erfahren, dass Broussard „versehentlich“ seinen besten Freund und Angestellten David Willman getötet hat, interessieren sie sich für Willman. Er hatte ein Kimber-Modell 84 besessen, das nicht gemeldet war. Sie durchsuchen die Garage von Willmans ehemaligem Haus und finden das Gewehr sowie andere Waffen. Broussard hatte offenbar Willman angeheuert, um Ojeda zu töten. Willman traf jedoch nicht den Trompeter, sondern Merced.
Währenddessen gehen weitere Anrufe in der Abteilung ein. Eine anonyme Anruferin behauptet wiederholt, dass die Polizei die Beteiligung von Zeyas vertuschte. Bosch und Soto verfolgen diese Anrufe zum Haus von Broussard und vermuten zunächst, dass sie von Marie Broussard stammen. Der Anruf kam jedoch tatsächlich von ihrem Dienstmädchen. Wie Bosch und Soto zu den Broussards kommen, sehen sie, wie Charles Broussard das Dienstmädchen brutal schlägt. Soto gibt zwei Schüsse auf Broussard ab und tötet ihn. Dem Wahlkampfmanager von Zeyas war längst bekannt gewesen, dass Broussard der Auftraggeber des Schusses am Mariachi-Platz gewesen war. Er benutzte diese Informationen, um Wahlkampfspenden von Broussard zu bekommen.
Im Fall der Brandstiftung fällt Bosch auf, dass am gleichen Tag ein Raub in einer Bank in der Nähe stattfand. Er vermutet, dass die Brandstiftung ein Ablenkungsmanöver war, um starke Polizeikräfte zu binden, so dass die Bankräuber mehr Zeit in der Bank haben würden. Schließlich verdächtigen die beiden Detectives Ana Maria Acevedo, eine Angestellte der überfallenen Bank, die eine Zeit lang in den Bonnie Brae Apartments gelebt hat. Diese Spur führt sie zu einem Kloster in Calexico, in dem Acevedo Nonne geworden war und dem sie einen großen Geldbetrag gespendet hatte. Bosch und Soto erfahren, dass die Nonne dort unter dem Namen Esther Gonzalez lebte, dem Namen der beim Brand getöteten Kindergärtnerin. Acevedo wird bei einem Missionseinsatz in Mexiko getötet. Sie war offenbar Beteiligte am Raub bei der EZBank gewesen. Dass bei dem von ihr gelegten Brand so viele Menschen, darunter Kinder, umkamen, wollte Acevedo im Kloster sühnen.
Bosch und Soto konnten alle drei Verbrechen aufklären. Doch alle Tatverdächtigen sind tot, bis auf Zeyas, für dessen Verwicklung der Staatsanwaltschaft aber die Beweise nicht ausreichen. Niemand musste sich vor Gericht verantworten. Weil Bosch das Zimmer eines Captains aufgebrochen hat, um an die Akte über den Brand zu kommen, wird er vom Dienst suspendiert. Er erwägt daraufhin, den Dienst beim LAPD zu quittieren.

## Querbezüge
Die Polizei-Psychologin Dr. Carmen Hinojos aus Der letzte Coyote betreut Lucia Soto, die vor der Zusammenarbeit mit Harry Bosch einen Schusswechsel hatte. Auch Boschs Tochter Maddie wird von Dr. Honojos betreut. Maddie leidet noch unter den traumatischen Ereignissen von Neun Drachen.
Auf der Fahrt nach Calexico erzählt Bosch seiner Partnerin Soto, dass er schon in Calexico gewesen war und bei einem Fall von einem mexikanischen Polizisten unterstützt wurde. Es geht dabei um Schwarzes Eis.
Rachel Walling, die Hauptfigur aus Der Poet, die Bosch in Die Rückkehr des Poeten trifft, hilft Bosch mit internen CIA-Informationen bei der Suche nach den Räubern des Überfalls auf die EZBank.

## Rezeption
Kirkus Review vergleicht das Buch mit den Romanen von Ross Macdonald: „Boschs Spuren zu folgen ist wie Lew Archer in den glorreichen Tagen von Ross Macdonald zu sehen, nur dass sich Connelly eher auf soziale, politische und letztlich berufliche als auf psychologische Aspekte konzentriert.“
Janet Maslin von der New York Times findet, dass es sich bei „Scharfschuss“ um den besten Bosch-Roman seit Jahren handele, wegen der scharfen Dialoge, der rasanten Wendungen der Handlung und einem niemals trägen oder launischen Harry Bosch.
In der Rezension des Guardian wird dem Roman zugutegehalten, dass Connelly einen feinen, cleveren ‚Pageturner‘ geliefert habe, der „den Schatten jahrelanger Verbrechen nachzeichnet, deren Ränke sich durch die Ränge der Gesellschaft von LA und durch die ganze Ausdehnung der Geographie der Stadt ziehen.“
Seinen amerikanischen und britischen Kollegen kann Jürgen Priester von der krimi-couch.de gar nicht folgen. Für ihn ist der Roman „eine bittere Enttäuschung“ und weiter schreibt Priester: „Serienhelden sind solange unsterblich, bis die treuen Leser das Interesse gänzlich verloren haben. Wenn Connelly so weitermacht, wird genau das eintreten.“

## Ausgaben
- Michael Connelly: The Burning Room (= Harry Bosch. #19[5]). Little, Brown and Company, New York, NY 2014, ISBN 978-0-316-22593-9
- Michael Connelly: Scharfschuss. Thriller. Aus dem Amerikanischen von Sepp Leeb. Droemer, München 2016, ISBN 978-3-426-28143-7; als Taschenbuch: dto., München 2018, ISBN 978-3-426-30636-9
- Michael Connelly: Scharfschuss: Der 17. Fall für Harry Bosch. Aus dem Amerikanischen von Sepp Leeb. Kampa Verlag, Zürich 2025, ISBN 978-3-311-15563-8
- Michael Connelly: Scharfschuss. Gekürzte Hörbuchfassung: Holger Michel. Gelesen von Herbert Schäfer. Aus dem Amerikanischen von Sepp Leeb. Audio Media, München 2016, ISBN 978-3-95639-138-5